# Peter Gabriel (album 1978)
Peter Gabriel – drugi album studyjny Petera Gabriela, oraz drugi z czterech albumów, które są nazwane jego imieniem i nazwiskiem.
Producentem albumu został gitarzysta Robert Fripp. W piosence „Exposure” użyto techniki nagrania opatentowanej właśnie przez niego - Frippertronics. Album ten nie sprzedał się tak dobrze jak pierwszy, lecz mimo to uzyskał 10. miejsce w Wielkiej Brytanii. Album często nazywany jest „Scratch” (ang. zadrapanie) z powodu okładki.

## Lista utworów
Wszystkie utwory autorstwa Petera Gabriela, chyba że napisano inaczej.
Strona pierwsza:
| 1. | „On the Air”                                       | 5:30  |
|    |                                                    |       |
| 2. | „D.I.Y.”                                           | 2:37  |
|    |                                                    |       |
| 3. | „Mother of Violence” (Peter Gabriel, Jill Gabriel) | 3:10  |
|    |                                                    |       |
| 4. | „A Wonderful Day in a One-Way World”               | 3:33  |
|    |                                                    |       |
| 5. | „White Shadow”                                     | 5:14  |
|    |                                                    |       |
|    |                                                    | 20:04 |
|    |                                                    |       |
Strona druga:
| 1. | „Indigo”                                 | 3:30  |
|    |                                          |       |
| 2. | „Animal Magic”                           | 3:26  |
|    |                                          |       |
| 3. | „Exposure” (Peter Gabriel, Robert Fripp) | 4:12  |
|    |                                          |       |
| 4. | „Flotsam and Jetsam”                     | 2:17  |
|    |                                          |       |
| 5. | „Perspective”                            | 3:23  |
|    |                                          |       |
| 6. | „Home Sweet Home”                        | 4:37  |
|    |                                          |       |
|    |                                          | 21:25 |
|    |                                          |       |

## Muzycy
- Peter Gabriel – śpiew, pianino, syntezator
- Tony Levin – gitara basowa
- Sid McGinnis – gitara
- Larry Fast – syntezatory
- Robert Fripp – gitary
- Bayete – instrumenty klawiszowe
- Roy Bittan – instrumenty klawiszowe
- Jerry Marotta – perkusja
- Tim Capello – saksofon
- George Marge – flet prosty w utworach nr 6, 8 i 9